# 마이티 덕 3
《마이티 덕 3》(영어: D3: The Mighty Ducks)은 미국에서 제작된 로버트 리버먼 감독의 1996년 스포츠 코미디 드라마 영화이다. 《마이티 덕 2》(1994)의 속편이자 마이티 덕 삼부작의 마지막 작품이다. 에밀리오 에스테베즈 등이 출연하였고, 존 애브넷 등이 제작에 참여하였다.

## 출연
- 에밀리오 에스테베즈
- 제프리 노들링
- 데이비드 셀비
- 하이디 클링
- 조슈아 잭슨
- 조스 애클런드
- 엘든 헨슨
- 숀 와이스
- 빈센트 러루소
- 맷 도허티
- 개릿 래틀리프 헨슨
- 마거리트 모로
- 마이클 커들리츠
- 에런 로어
- 키넌 톰프슨
- 마이크 비타
- 컬롬 제이컵슨
- 스콧 화이트
- 벤저민 솔즈베리
- 폴 카리야

## 기타 제작진
- 미술: 스티븐 스토러
- 의상: 킴벌리 A. 틸먼

## 우리말 녹음
KBS 성우진 (2001년 9월 30일)
- 임진응 - 찰리 (조슈아 잭슨)
- 홍시호 - 고든 (에밀리오 에스테베즈)
- 손선근 - 오라이언 (제프리 노들링)
- 박은숙
- 성선녀
- 강미형
- 안경진
- 홍영란
- 황정란
- 최문자
- 박상훈
- 서문석
- 김관진
- 전인배
- 이원준
- 정훈석